# María Emilia López
María Emilia López (Argentina, Siglo XX) es una pedagoga y escritora argentina, especializada en educación temprana, en literatura infantil y activista cultural.

## Trayectoria
Ha realizado consultorías sobre lectura e infancia en diversos países, incluyendo México, Colombia y Brasil. Sus investigaciones se han centrado en la lectura temprana.
Se convirtió en directora del jardín maternal de la Facultad de Derecho de la Universidad de Buenos Aires, donde ha coordinado los programas de escritura para docentes “Escribir las prácticas es construir mundos” y el de Investigación y Formación docente continua.
Además, escribió y editó libros intantiles, como Un pájaro de aire. La formación de los bibliotecarios y la lectura en la primera infancia (Lugar, 2018) y Un mundo abierto. Cultura y primera infancia (Cerlalc – Lugar).

### Investigación
López ha investigado sobre cómo la lectura en la infancia promueve el desarrollo de la creatividad, la sensibilidad y las emociones. Propone que la lectura debería provenir desde la docencia, buscando el involucramiento de los vínculos familiares y así, promover espacios y prácticas de lectura en familia incluso desde edades muy tempranas.
Propone que la lectura es una de las formas para introducir a la infancia en la cultura y este proceso puede ser similar al que se realiza desde el arte. La asociación entre arte y lectura en la infancia, afirma, se relacionan porque la lectura ocurre como un sistema de asociación en momentos donde los conceptos apenas se están desarrollando. Compara los procesos de asociación de la primera infancia con los realizados por artistas donde hay mucha más libertad para asociar ideas.

### Lecturar
Asegura que los bebés humanos necesitan de relaciones uno a uno. Esto implica que la maternidad se trata de aprendizaje y desarrollo en el sentido más básico  y que la lectura es un acto de emancipación incluso en esades tan tempranas como de los 0 a los 6 años (cita lecturar). Propone el concepto "Lecturar" como una intersección entre en leer y el amar, basándose en los procesos de aprendizaje y descubrimiento qur ocurre entre un bebé y su madre. Propone que al lecturar, se dote al bebé del "equipaje" que necesita para su vida, es decir, las relaciones con el lenguaje, los libros y las mediaciones culturales para integrarse a la cultura. Si bien usa el concepto "lecturar" en bebés frecuentemente, afirma que también podría aplicarse a familias o adultos, por esto, López también edita libros para adultos.

### Sufrimiento del lenguaje y didáctica de la ternura
Hace referencia al "sufrimiento del lenguaje" al referirse a las interacciones cada vez más mediadas por pantallas o aparatos tecnológicos, perdiendo el aroma de los cuerpos, el acceso al sonido de la voz en directo. Teoriza sobre la "didáctica de la ternura" al preguntarse si la ternura se aprende o se enseña y se entiende como un diálogo, un intercambio.

### Democracia para bebés
Se refiere a la "Democracia para bebés" cuando hay desarrollos de políticas públicas de lectura para la infancia. Este término también lo usa al referisre a la "Democracia para niñez y adolescencia". Señala que al referirse a la escolaridad básica se suele hablar de niños y adolescentes, dejando por fuera la experiencia con el lenguaje de los primeros años de vida.

## Reconocimientos
En 2014, el jardín maternal de la Facultad de Derecho de la Universidad de Buenos Aires que dirige, recibió con el Premio Pregonero,  que reconoce Proyectos dedicados a difundir la literatura infantil y al trabajo sobre la lectura, en la categoría “Institución”.